# Новая волна (фильм, 2025)
«Новая волна» (фр. Nouvelle Vague) — будущий фильм режиссёра Ричарда Линклейтера. Главную роль в фильме исполнит Зои Дойч. Сюжет рассказывает о создании фильма Жан-Люка Годара «На последнем дыхании» (1960).

## Сюжет
В центре сюжета окажется производство знаменитого фильма Жан-Люка Годара «На последнем дыхании».

## В ролях
- Зои Дойч — Джин Сиберг[5]
- Обри Дюллен — Жан-Поль Бельмондо
- Гийом Марбек — Жан-Люк Годар
- Жан-Жак Ле Везье — Жан Кокто
- Джоди Рут-Форест — Сюзанна Шиффман
- Жонас Марми — Жак Риветт
- Паоло Люка Ноэ — Франсуа Морье, муж Сиберг
- Джейд Фан-Гиа — визажист Сиберг[6]

## Производство
В октябре 2023 года Линклейтер объявил о своих планах снять во Франции фильм о французском движении «Новая волна». Фильм станет первым проектом Линклейтера, снятым полностью на французском языке. Известно, что фильм будет снят в чёрно-белом формате с соотношением сторон 4:3. Съёмки начались в Париже 4 марта 2024 года и завершились в апреле 2024 года. Фильм получил грант Национального центра кинематографии и анимации (CNC).
Премьера фильма состоится в 2025 году на 78-м Каннском кинофестивале.